# Kenai (Alaska)
Pour les articles homonymes, voir Kenai.
Kenai est une ville de l'État de l'Alaska aux États-Unis, faisant partie du borough de la péninsule de Kenai, sa population est de 7 100 habitants en 2010.
Kenai est située sur la côte ouest de la péninsule Kenai, à l'embouchure de la Kenai River, sur le golfe de Cook. Elle est desservie par la Sterling Highway.

## Histoire

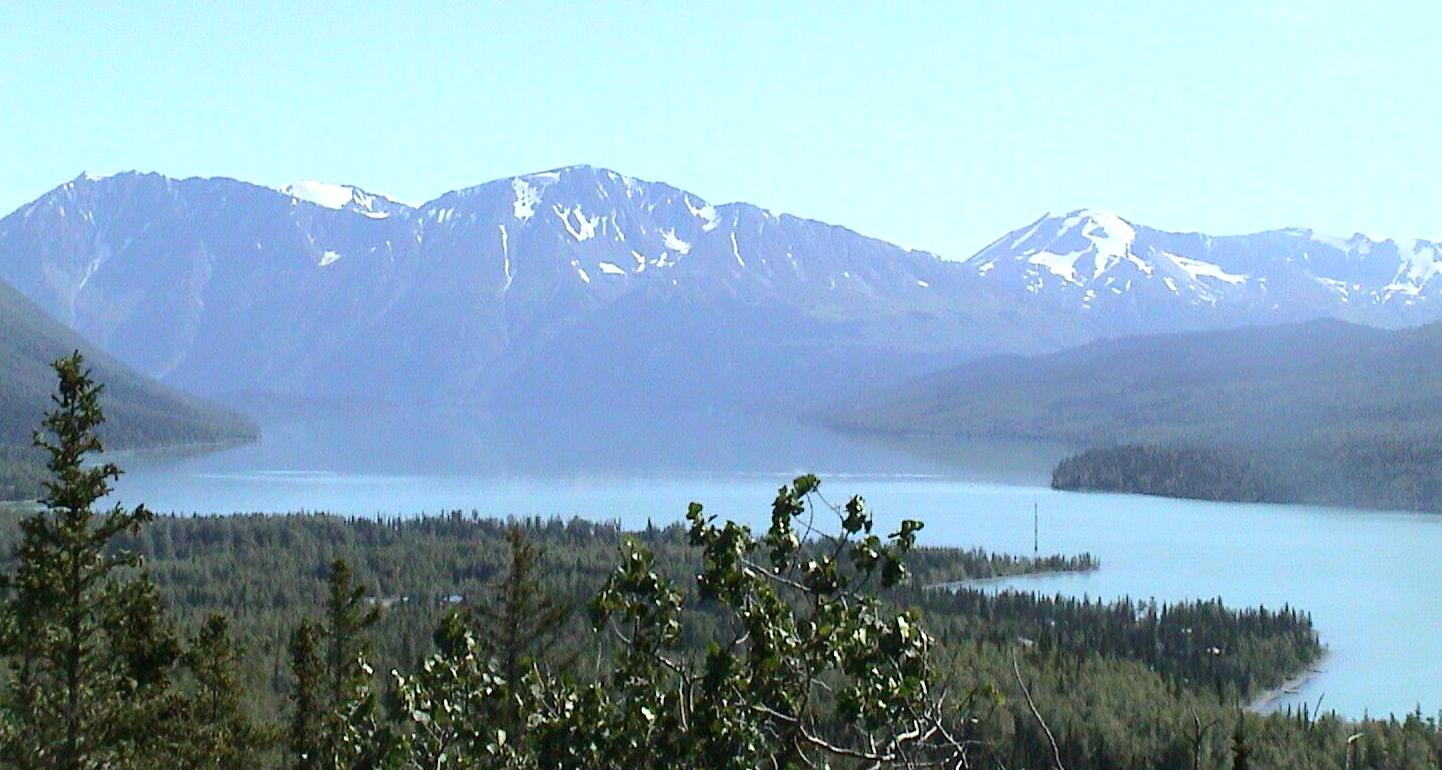
Kenai Lake.

La ville de Kenai tient son nom du mot Dena'ina Ken ou kena qui signifie, plat, prairies, champs dégagés avec quelques arbres. Les indigènes s'appelaient eux-mêmes autrefois Dena'ina mais certains employaient le nom Kenaitze, qui est le terme russe pour habitants des plaines ou kena, c'est ce nom qui est resté en usage depuis.
Des fouilles archéologiques ont montré que cette région avait d'abord été occupée par les indiens Kachemak, depuis 1000 av. J.-C., jusqu'à ce qu'ils aient été chassés par la tribu Dena'ina, qui faisaient partie du peuple Athabascan.
Avant l'arrivée des Russes, Kenai était un village Dena'ina appelé Shk'ituk't, ce qui signifie « là où nous avons glissé ». Quand les premiers trappeurs russes, à la recherche de fourrures, arrivèrent en 1741, il y avait un millier de Dena'ina qui vivaient dans le village. Ce sont eux qui les ont nommés Kenaitze, ou peuple de Kenai.
En 1791, les Russes établirent un comptoir, le fort Nicolas, au milieu du village, pour faire le commerce de la fourrure et du poisson. C'est le second comptoir permanent établi par les Russes en Alaska. Mais dès 1797, des hostilités entre les autochtones et les trappeurs débouchèrent sur la bataille de Kenai durant laquelle les Dena'ina attaquèrent Fort St Nicholas, faisant une centaine de morts de part et d'autre. Plus tard, en 1838, l'introduction de la variole tua la moitié de la population Dena'ina.
En 1869, après l'Achat de l'Alaska, l'armée américaine établit un poste appelé Fort Kenay, lequel fut rapidement abandonné.
En 1888, un prospecteur nommé Alexander King, découvrit de l'or sur la Péninsule Kenai, toutefois le filon était nettement moins riche qu'à Nome, à Fairbanks ou que dans la Ruée vers l'or du Klondike.

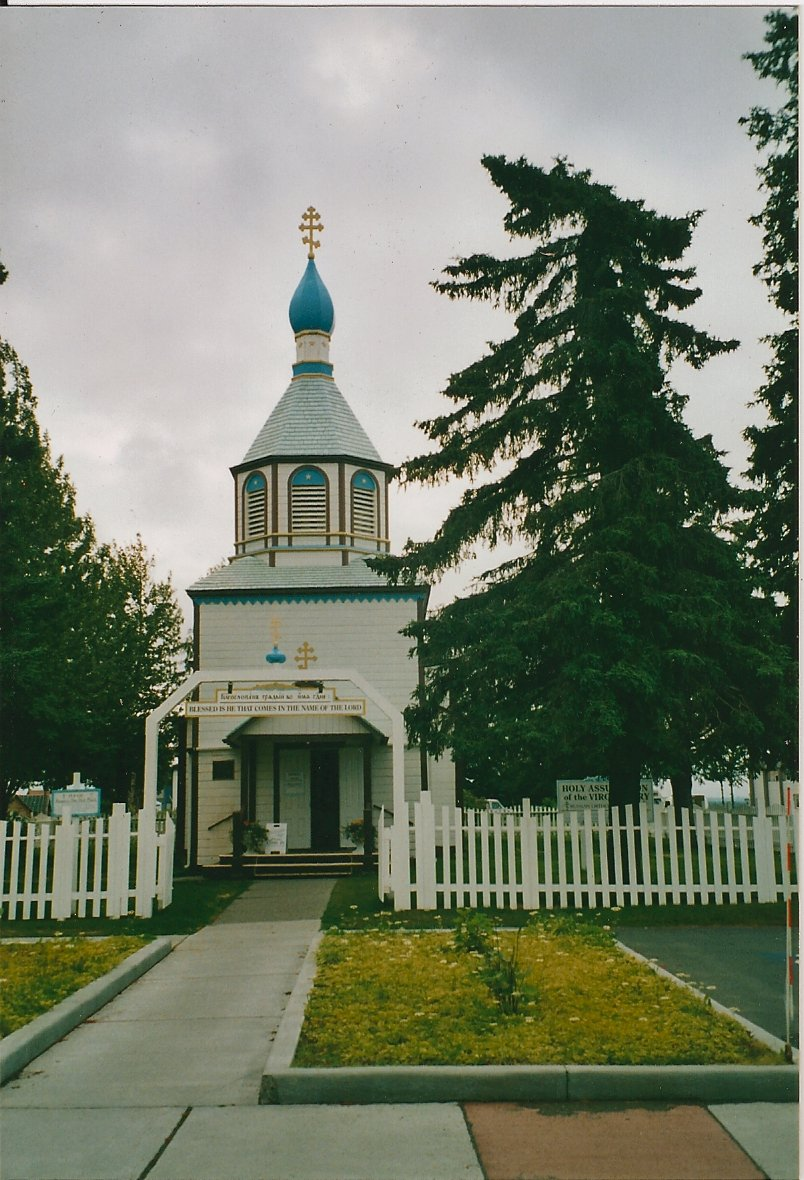
Église orthodoxe russe de Kenai

C'est en 1894 que fut construite l'église orthodoxe dédiée à l'Assomption de la Vierge Marie, toujours en usage actuellement.
L'arrivée de compagnies maritimes au début du XXe siècle transforma Kenai en cité portuaire, avec l'ouverture de conserveries, en rapport avec la croissance de l'industrie de la pêche, qui resta l'activité principale jusqu'en 1920. En 1937, la construction de l'aéroport commence.
En 1940 l'Homestead Act ouvrit dans cette région. La première piste fut construite depuis Anchorage en 1951, mais il fallut attendre 1956 pour que la chaussée soit goudronnée, avec la construction de la Kenai Spur Highway.
Une base militaire, Wildwood Army Station fut établie en 1953 et servit de point de communication.
C'est en 1957 que du pétrole a été trouvé du côté de la Swanson River, au nord est de Kenai. C'était la première découverte importante de pétrole en Alaska qui sera à l'origine d'une importante industrie pétrochimique locale. Une raffinerie est installée à Nikilski, à une vingtaine de kilomètres de la ville.
La ville a aussi des activités touristiques, avec la proximité du Kenai National Wildlife Refuge, la pêche et l'organisation de promenades en mer.

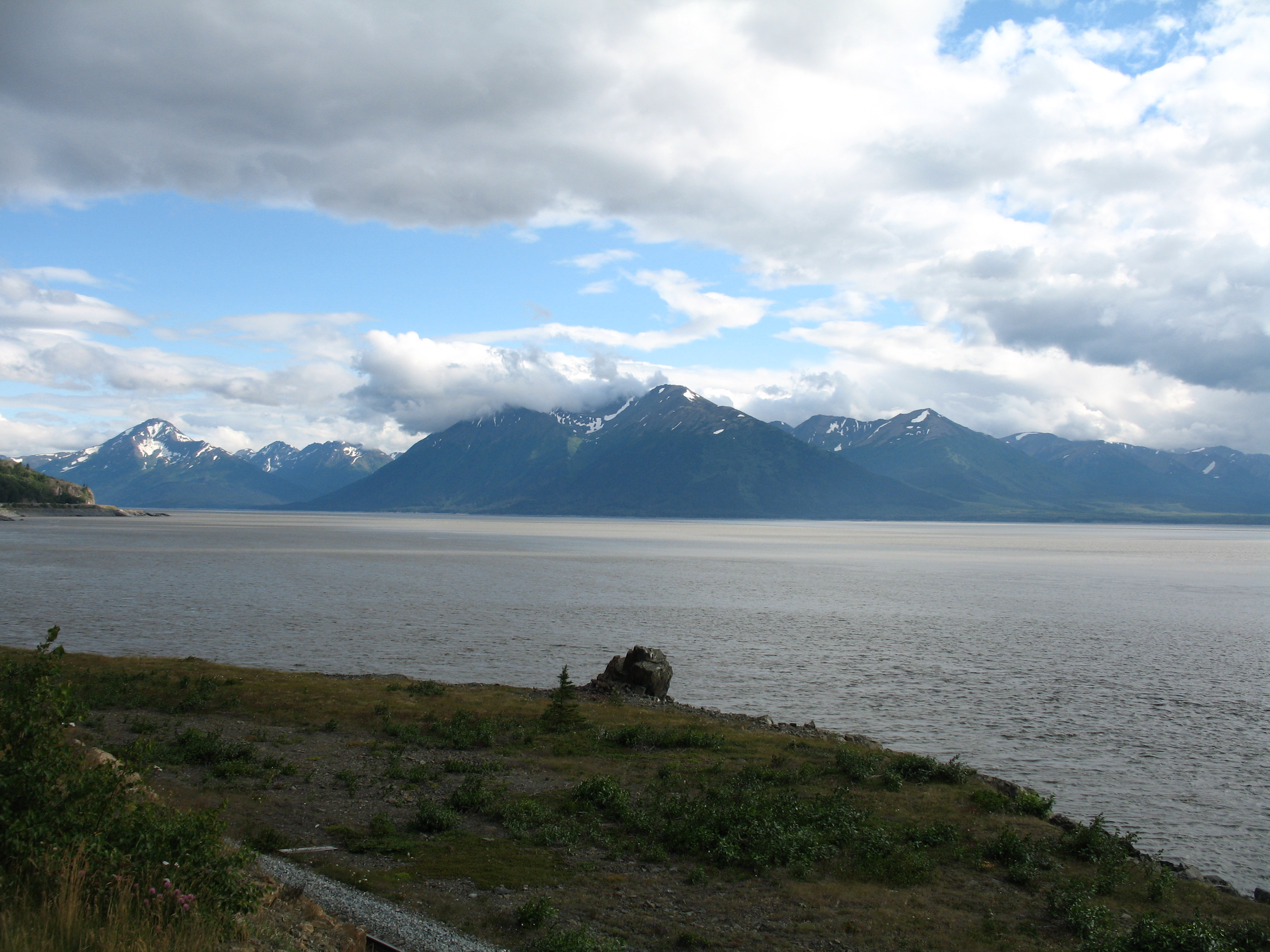
Kenai Fjord National Park.

## Géographie

### Démographie
| Groupe                           | Kenai | Alaska | États-Unis |
| -------------------------------- | ----- | ------ | ---------- |
| Blancs                           | 79,9  | 66,7   | 72,4       |
| Autochtones d'Alaska             | 8,9   | 14,8   | 0,9        |
| Métis                            | 7,9   | 7,3    | 2,9        |
| Asiatiques                       | 1,5   | 5,4    | 4,8        |
| Autres                           | 0,9   | 1,6    | 6,2        |
| Afro-Américains                  | 0,7   | 3,3    | 12,6       |
| Océaniens                        | 0,3   | 1,1    | 0,2        |
| Total                            | 100   | 100    | 100        |
|                                  |       |        |            |
| Hispaniques et Latino-Américains | 4,5   | 5,5    | 16,7       |

| 1880 | 1890 | 1900 | 1910 | 1920 | 1930 |
| ---- | ---- | ---- | ---- | ---- | ---- |
| 44   | 264  | 290  | 250  | 332  | 286  |

| 1940 | 1950 | 1960 | 1970  | 1980  | 1990  |
| ---- | ---- | ---- | ----- | ----- | ----- |
| 303  | 321  | 778  | 3 533 | 4 324 | 6 327 |

| 2000  | 2010  | - | - | - | - |
| ----- | ----- | - | - | - | - |
| 6 942 | 7 100 | - | - | - | - |

### Climat
La ville atteint un niveau de chaleur historique le 4 juillet 2019, avec 31,6 °C.
| Mois                                  | jan.     | fév.     | mars     | avril    | mai      | juin    | jui.    | août    | sep.     | oct.     | nov.     | déc.     | année    |
| ------------------------------------- | -------- | -------- | -------- | -------- | -------- | ------- | ------- | ------- | -------- | -------- | -------- | -------- | -------- |
| Température minimale moyenne (°C)     | −13,7    | −11,3    | −9,8     | −2,4     | 2,4      | 6,7     | 9,3     | 8,2     | 4,3      | −1,9     | −8,8     | −11,7    | −2,4     |
| Température moyenne (°C)              | −9,5     | −6,7     | −4,7     | 2,2      | 7,4      | 11,2    | 13,3    | 12,7    | 8,8      | 2,2      | −4,9     | −7,7     | 2        |
| Température maximale moyenne (°C)     | −5,3     | −2,2     | 0,4      | 6,8      | 12,5     | 15,7    | 17,4    | 17,1    | 13,2     | 6,2      | −1       | −3,8     | 6,4      |
| Record de froid (°C) date du record   | −44 1975 | −44 1947 | −41 1971 | −30 1944 | −11 1945 | −3 1901 | −3 1904 | −4 1984 | −19 1971 | −24 1996 | −31 1994 | −42 1902 | −44 1947 |
| Record de chaleur (°C) date du record | 9 2014   | 11 2007  | 15 1905  | 21 2005  | 28 1969  | 34 1969 | 32 2019 | 30 1977 | 24 1904  | 17 2006  | 15 1905  | 13 1906  | 34 1969  |
| Précipitations (mm)                   | 22,6     | 21,1     | 16,3     | 14,7     | 20,1     | 30,5    | 50,3    | 68,1    | 90,7     | 65       | 35,8     | 29       | 464,2    |
| dont neige (cm)                       | 26,4     | 31       | 24,9     | 4,1      | 0        | 0       | 0       | 0       | 1        | 21,1     | 37,8     | 49,8     | 123,1    |
| Nombre de jours avec précipitations   | 8,3      | 8,2      | 6,1      | 6        | 8        | 10,1    | 12,7    | 14,1    | 15,7     | 13,2     | 10,2     | 10,5     | 123,1    |
| Nombre de jours avec neige            | 8,2      | 7,4      | 5,7      | 1,6      | 0        | 0       | 0       | 0       | 0,1      | 2,9      | 7,1      | 12       | 45       |

| Diagramme climatique                                  |               |             |             |             |             |             |             |             |           |            |             |
| J                                                     | F             | M           | A           | M           | J           | J           | A           | S           | O         | N          | D           |
| −5,3−13,722,6                                         | −2,2−11,321,1 | 0,4−9,816,3 | 6,8−2,414,7 | 12,52,420,1 | 15,76,730,5 | 17,49,350,3 | 17,18,268,1 | 13,24,390,7 | 6,2−1,965 | −1−8,835,8 | −3,8−11,729 |
| Moyennes : • Temp. maxi et mini °C • Précipitation mm |               |             |             |             |             |             |             |             |           |            |             |